# Список мультфильмов с участием Дональда Дака

Это список мультфильмов, в которых участвует Дональд Дак. Некоторые мультфильмы представляют себя о том, что нельзя делать.

## Фильмография

### 1930-е
1934
- The Wise Little Hen (Умная курочка), выпущен 9 июня 1934 года — в мультипликационной серии «Silly Symphonies».
- Orphan’s Benefit (Концерт для сироток), выпущен 11 августа 1934 года — в мультсерии «Микки Маус». (Мультфильм был обновлён и заново выпущен 22 августа 1941 года.)
- The Dognapper (Похититель собак), выпущен 17 ноября 1934 года — в мультсерии «Микки Маус».

1935
- The Band Concert (Сегодня концерт), выпущен 23 февраля 1935 года — в мультсерии «Микки Маус».
- Mickey’s Service Station (Станция обслуживания Микки), выпущен 16 марта 1935 года — в мультсерии «Микки Маус».
- Mickey’s Fire Brigade (Пожарная команда Микки; Пожарная бригада Микки), выпущен 3 августа 1935 года — в мультсерии «Микки Маус».
- On Ice (На льду), выпущен 28 сентября 1935 года — в мультсерии «Микки Маус».

1936
- Mickey’s Polo Team (Микки Маус и команда по игре в поло), выпущен 4 января 1936 года — в мультсерии «Микки Маус».
- Orphans' Picnic (Пикник с сиротками), выпущен 15 февраля 1936 года — в мультсерии «Микки Маус».
- Donald and Pluto (Дональд и Плуто), выпущен 12 сентября 1936 года — в мультсерии «Дональд и Плуто».
- Mickey's Grand Opera (Гранд-Опера Микки), выпущен 7 марта 1936 года — в мультсерии «Микки Маус».
- Moving Day (День переезда), выпущен 20 июня 1936 года — в мультсерии «Микки Маус».
- Alpine Climbers (Покорители Альп), выпущен 25 июля 1936 года — в мультсерии «Микки Маус».
- Mickey’s Circus (Цирк Микки), выпущен 1 августа 1936 года — в мультсерии «Микки Маус».

1937
- Don Donald (Дон Дональд), выпущен 9 января 1937 года — первый мультфильм «Дональд и Дейзи Дак».
- Magician Mickey (Микки-волшебник), выпущен 6 февраля 1937 года — в мультсерии «Микки Маус».
- Moose Hunters (Охотники на лосей), выпущен 20 февраля 1937 года — в мультсерии «Микки Маус».
- Mickey’s Amateurs (Начинающие музыканты Микки), выпущен 17 апреля 1937 года — в мультсерии «Микки Маус».
- Modern Inventions (Современные изобретения; Музей Современности), выпущен 29 мая 1937 года — последний мультфильм Диснея, выпущенный через киностудию United Artists.
- Hawaiian Holiday (Гавайские каникулы), выпущен 24 сентября 1937 года — в мультсерии «Микки Маус».
- Clock Cleaners (Чистильщики часов), выпущен 15 октября 1937 года — в мультсерии «Микки Маус».
- Donald’s Ostrich (Страус Дональда), выпущен 10 декабря 1937 года.
- Lonesome Ghosts (Одинокие привидения), выпущен 24 декабря 1937 года — в мультсерии «Микки Маус».

1938
- Self Control (Самообладание), выпущен 11 февраля 1938 года.
- Boat Builders (Как построить корабль; Кораблестроители), выпущен 25 февраля 1938 года — в мультсерии «Микки Маус».
- Donald’s Better Self (Дональд с лучшей стороны; Чья сторона Дональда лучше), выпущен 11 марта 1938 года.
- Donald’s Nephews (Племянники Дональда), выпущен 15 апреля 1938 года.
- Mickey’s Trailer (Трейлер Микки), выпущен 6 мая 1938 года — в мультсерии «Микки Маус».
- Polar Trappers (На моржа) с участием Гуфи, выпущен 17 июня 1938 года — в мультсерии «Дональд и Гуфи».
- Good Scouts (Хорошие скауты; Скауты), выпущен 8 июля 1938 года.
- The Fox Hunt (Охота на лис; Охотники на лис), с участием Гуфи, выпущен 9 июля 1938 года — в мультсерии «Дональд и Гуфи».
- The Whalers (Китоловы), выпущен 19 августа 1938 года — в мультсерии «Микки Маус».
- Donald’s Golf Game (Дональд играет в гольф), выпущен 4 ноября 1938 года.
- Mother Goose Goes Hollywood (Матушка Гусыня едет в Голливуд), выпущен 23 декабря 1938 года (камео в On Water In The Bowl) — в мультсерии «Silly Symphonies».

1939
- The Standard Parade (Парад), выпущен 30 сентября 1939 года (камео) — в мультсерии «Микки Маус».
- Donald’s Lucky Day (Удачный день Дональда; Счастливый день Дональда; Фортуна для Дональда), выпущен 13 января 1939 года.
- The Hockey Champ (Чемпион по хоккею; Хоккеист), выпущен 28 апреля 1939 года.
- Donald's Cousin Gus (Гас, кузен Дональда; Кузен Гас), выпущен 19 мая 1939 года.
- Beach Picnic (Пикник на пляже), выпущен 9 июня 1939 года — в мультсерии «Дональд и Плуто».
- Sea Scouts (Морские скауты), выпущен 30 июня 1939 года.
- Donald’s Penguin (Пингвин Дональда), выпущен 11 августа 1939 года.
- The Autograph Hound (Охотник за автографами), выпущен 1 сентября 1939 года.
- Officer Duck (Дональд-офицер; Офицер Дак; Полисмен Дак), выпущен 10 октября 1939 года.

### 1940-е
1940
- The Riveter (Клепальщик), выпущен 15 марта 1940 года.
- Donald’s Dog Laundry (Дональд стирает пса; Собачья ванна Дональда), выпущен 5 апреля 1940 года — в мультсерии «Дональд и Плуто».
- Tugboat Mickey (Пароходик Микки), выпущен 26 апреля 1940 года — в мультсерии «Микки Маус».
- Billposters (Расклейщики афиш), выпущен 17 мая 1940 года — в мультсерии «Дональд и Гуфи».
- Mr. Duck Steps Out (Мистер Дак идёт на свидание), выпущен 7 июня 1940 года.
- Put-Put Troubles (Неприятности; Непри-непри-ятности; Зловредный моторчик), выпущен 19 июля 1940 — в мультсерии «Дональд и Плуто»[1].
- Donald’s Vacation (Каникулы Дональда), выпущен 9 августа 1940 года.
- The Volunteer Worker (Добровольный работник), выпущен 1 сентября 1940 года.
- Window Cleaners (Мойщики окон), выпущен 20 сентября 1940 года — в мультсерии «Дональд и Плуто». Первое появление Пчелы Спайка.
- Fire Chief (Главный пожарный), выпущен 13 декабря 1940 года.

1941
- Timber (Лесник), выпущен 10 января 1941 года.
- Golden Eggs (Золотые яйца), выпущен 7 марта 1941 года.
- A Good Time for A Dime (Бросишь грош — красоту найдёшь; Дешевые аттракционы; Дешевле только аттракционы), выпущен 9 мая 1941 года.
- The Nifty Nineties (В стиле 90-х; Эти безумные 90-е; На носу двенадцатый век), выпущен 20 июня 1941 года (камео) — в мультсерии «Микки Маус».
- Early to Bed (Рано ложись, и рано вставай), выпущен 11 июля 1941 года.
- Truant Officer Donald (Угроза прогульщиков), выпущен 1 августа 1941 года.
- Orphan’s Benefit (Благотворительный концерт для сироток), выпущен 22 августа 1941 года — в мультсерии «Микки Маус». (Ремейк выпущен 11 августа 1934 года.)
- Old MacDonald Duck (Старый Макдональд Дак), выпущен 12 сентября 1941 года.
- Donald’s Camera (Камера Дональда), выпущен 24 октября 1941 года.
- Chef Donald (Повар Дональд), выпущен 5 декабря 1941 года.

1942
- Donald’s Decision (Дональдовое решение; Решение Дональда), выпущен 11 января 1942 года.
- All Together (Всей командой), выпущен 13 января 1942 года.
- The Village Smithy (Деревенская кузница), выпущен 16 января 1942 года.
- The New Spirit (Боевой дух), выпущен 23 января 1942 года.
- Mickey’s Birthday Party (День рождения Микки), выпущен 7 февраля 1942 года — в мультсерии «Микки Маус».
- Symphony Hour (Час симфонии; Симфонический час), выпущен 20 марта 1942 года — в мультсерии «Микки Маус».
- Donald’s Snow Fight (Снежное побоище Дональда; Снежная битва Дональда Дака), выпущен 10 апреля 1942 года.
- Donald Gets Drafted (Дональд-призывник), выпущен 1 мая 1942 года.
- Donald’s Garden (Огород Дональда), выпущен 12 июня 1942 года.
- Donald’s Gold Mine (Золотая жила Дональда), выпущен 24 июля 1942 года.
- The Vanishing Private (Рядовой-невидимка), выпущен 25 сентября 1942 года.
- Sky Trooper (Парашютист), выпущен 6 ноября 1942 года.
- Bellboy Donald (Дональд-коридорный), выпущен 18 декабря 1942 года.

1943
- Der Fuehrer's Face (Лицо Фюрера), выпущен 1 января 1943 года.
- The Spirit of '43 (Дух 43-го), выпущен 7 января 1943 года — первое появление Скруджа Макдака (точнее, похожего на будущего Скруджа Макдака персонажа).
- Donald’s Tire Trouble (Проблема с шиной), выпущен 29 января 1943 года.
- Lake Titicaca (Озеро Титикака), выпущен 6 февраля 1943 — фрагмент Saludos Amigos («Привет, друзья!»).
- Aquarela do Brasil (Бразильский акварель), выпущен 6 февраля 1943 — фрагмент Saludos Amigos.
- The Flying Jalopy (Летающая развалюха), выпущен 12 марта 1943 года.
- Fall Out Fall In (Упал — отжался), выпущен 23 апреля 1943 года.
- The Old Army Game (Старая армейская игра), выпущен 5 ноября 1943 года.
- Home Defense (Гражданская оборона), выпущен 26 ноября 1943 года.

1944
- Trombone Trouble (Неприятности с тромбоном; Тромбон — только в хороших руках; Скандал вокруг тромбона), выпущен 18 февраля 1944 года.
- Donald Duck & The Gorilla (Дональд Дак и горилла), выпущен 31 марта 1944 года.
- Contrary Condor (Своенравный кондор), выпущен 21 апреля 1944 года.
- Commando Duck (Утка коммандос), выпущен 2 июня 1944 года.
- The Plastics Inventor (Изобретатель пластика), выпущен 1 сентября 1944 года.
- Donald’s Off Day (Выходной Дональда), выпущен 8 декабря 1944 года.

1945
- The Clock Watcher (Нерадивый работник; Смотрящий на часы; Поглядывая на часы), выпущен 26 января 1945 года.
- The Three Caballeros («Три кабальеро»), выпущен 3 февраля 1945 года.
- The Eyes Have It (Волшебное око), выпущен 30 марта 1945 — в мультсерии «Дональд и Плуто».
- Donald’s Crime (Преступление), выпущен 29 июня 1945 года.
- Duck Pimples (Утиная кожа; Мурашки по коже), выпущен 10 августа 1945 года.
- No Sail With Goofy (Без паруса), выпущен 7 сентября 1945 — в мультсерии «Дональд и Гуфи».
- Cured Duck (Излечившаяся утка), выпущен 26 октября 1945 года.
- Old Sequoia (Старая секвойя), выпущен 21 декабря 1945 года.

1946
- Donald’s Double Trouble (Двойные неприятности Дональда; Третий лишний), выпущен 28 июня 1946 года.
- Wet Paint (Свежая краска), выпущен 9 августа 1946 года.
- Dumb Bell of the Yukon (Незадачливый охотник), выпущен 30 августа 1946 года.
- Lighthouse Keeping (На маяке), выпущен 20 сентября 1946 года.
- Frank Duck Brings 'Em Back Alive (Искренняя утка возвращает их к жизни), выпущен 1 ноября 1946 — в мультсерии «Дональд и Гуфи».

1947
- Straight Shooters (Меткие стрелки), выпущен 18 апреля 1947 года.
- Sleepy Time Donald (Дональд во сне), выпущен 9 мая 1947 года.
- Clown of the Jungle (Клоун джунглей), выпущен 20 июня 1947 года.
- Donald’s Dilemma (Проблема Дональда), выпущен 11 июля 1947 года.
- Crazy With The Heat (Сумасшествие из-за жары; Безумная жара; Невозможная жара), выпущен 1 августа 1947 — в мультсерии «Дональд и Гуфи».
- Bootle Beetle (Грибной жучок), выпущен 22 августа 1947 года.
- Wide Open Spaces (Открытое пространство), выпущен 12 сентября 1947 года.
- Mickey and the Beanstalk (Микки и бобовый стебель), выпущен 27 сентября 1947 — фрагмент Fun and Fancy Free («Весёлые и беззаботные»).
- Chip 'N' Dale (Чип и Дейл), выпущен 28 ноября 1947 года.

1948
- Drip Dippy Donald (Капли свели Дональда с ума; Кап, да кап), выпущен 5 марта 1948 года.
- Blame It On The Samba (Хочешь научиться Самбо?), выпущен 1 апреля 1948 года — фрагмент Melody Time («Время мелодий»).
- Daddy Duck (Папаша Дак), выпущен 16 апреля 1948 года.
- Donald’s Dream Voice (Голос мечты Дональда; Мечты Дональда о голосе; Голос моей мечты; Фантастический голос Дональда), выпущен 21 мая 1948 года.
- The Trial of Donald Duck (Суд над Дональдом Даком), выпущен 30 июля 1948 года.
- Inferior Decorator (Младший декоратор; Незванный подмастерье), выпущен 27 августа 1948 года.
- Soup’s On (В суп!; Супчик на плите!; Или суп, или ничего!), выпущен 15 октября 1948 года.
- Three for Breakfast (Завтрак для троих), выпущен 5 ноября 1948 года.
- Tea for Two Hundred (Чай для двух сотен), выпущен 24 декабря 1948 года.

1949
- Donald’s Happy Birthday (Счастливый день рождения Дональда), выпущен 11 февраля 1949 года.
- Sea Salts (Морские волки), выпущен 8 апреля 1949 года.
- Winter Storage (Запас на зиму), выпущен 3 июня 1949 года.
- Honey Harvester (Медовый комбайн; Комбайн по производству мёда; Мёдоуборочная машина), выпущен 5 августа 1949 года.
- All in a Nutshell (В скорлупе), выпущен 2 сентября 1949 года.
- The Greener Yard' (Хорошо там, где мы есть), выпущен 14 октября 1949 года.
- Slide, Donald, Slide (Беги, Дональд, беги), выпущен 25 ноября 1949 года.
- Toy Tinkers (Любители игрушек), выпущен 16 декабря 1949 года.

### 1950-е
1950
- Lion Around (Лев повсюду), выпущен 20 января 1950 года.
- Crazy Over Daisy (Без ума от Дейзи), выпущен 24 марта 1950 года.
- Trailer Horn (Испорченный отдых), выпущен 28 апреля 1950 года.
- Hook, Lion & Sinker (Крючок, грузило и лев), выпущен 1 сентября 1950 года.
- Bee At The Beach (Пчела на пляже), выпущен 13 октября 1950 года.
- Out On A Limb (Верхом на ветке), выпущен 15 декабря 1950 года.

1951
- Dude Duck (Наездник Дак), выпущен 2 марта 1951 года.
- Corn Chips (Воздушная кукуруза), выпущен 23 марта 1951 года.
- Test Pilot Donald (Дональд, лётчик-испытатель), выпущен 8 июня 1951 года.
- Lucky Number (Счастливый номер), выпущен 20 июля 1951 года.
- Out of Scale (Не тот масштаб), выпущен 2 ноября 1951 года.
- Bee On Guard (Пчела на страже), выпущен 14 декабря 1951 года.

1952
- Donald Applecore (Дональд и яблочная сердцевина; Дональд — огрызок), выпущен 18 января 1952 года.
- Let’s Stick Together ,(Давай работать вместе), выпущен 25 апреля 1952 года.
- Uncle Donald’s Ants (Муравьи дяди Дональда), выпущен 18 июля 1952 года.
- Trick or Treat (Кошелёк или жизнь), выпущен 10 октября 1952 года.
- Pluto’s Christmas Tree (Рождественская ёлка Плуто), выпущен 21 ноября 1952 года (камео) — в мультсерии «Микки Маус».

1953
- Don’s Fountain of Youth (Молодильный фонтан), выпущен 30 мая 1953 года.
- The New Neighbor (Новый сосед), выпущен 1 августа 1953 года.
- Rugged Bear (Шкура неубитого медведя), выпущен 23 октября 1953 года.
- Working for Peanuts (Работа за орехи), выпущен 11 ноября 1953 года.
- Canvas Back Duck (Нырок, ещё нырок), выпущен 25 декабря 1953 года.

1954
- Spare The Rod (Дополнительная взвучка), выпущен 15 января 1954 года.
- Donald’s Diary (Дневник Дональда), выпущен 5 марта 1954 года.
- Dragon Around (Дракон где-то рядом), выпущен 16 июля 1954 года.
- Grin & Bear It (Не буди медведя), выпущен 13 августа 1954 года.
- The Flying Squirrel (Летающая белка), выпущен 12 ноября 1954 года.
- Grand Canyonscope (Большой конфуз в большом каньоне), выпущен 23 декабря 1954 года. — Первый мультфильм Диснея, выпущенный через вновь созданную компанию Buena Vista Distribution.

1955
- No Hunting (Охотиться запрещено), выпущен 14 января 1955 года.
- Lake Titicaca (Озеро Титикака), выпущен 18 февраля 1955 года.
- Bearly Asleep (Медведь спит), выпущен 19 августа 1955 года.
- Beezy Bear (Медведь и мёд; Деловой медведь), выпущен 2 сентября 1955 года.
- Up A Tree (На верху дерева; На дереве), выпущен 23 сентября 1955 года.

1956
- Chips Ahoy (Свистать всех наверх!), выпущен 24 февраля 1956 года.
- How To Have An Accident In The Home (Как устроить несчастный случай дома), выпущен 8 июля 1956 года.

1957
- Cosmic Capers 1957 (образовательный, камео).
- Duck for Hire, композитный фильм, показан на Wonderful World of Color 23 октября 1957 года.

1959
- Donald in Mathmagic Land (Дональд в Стране матемагии), выпущен 26 июня 1959 года (образовательный).
- How To Have An Accident At Work (Несчастный случай на производстве), выпущен 2 сентября 1959 года.

### 1960-е
- Donald & The Wheel (Дональд и колесо), выпущен 21 июня 1961 года (образовательный).
- The Litterbug (Мусорник), выпущен 21 июня 1961 года — Последний регулярный мультфильм с Дональдом Даком.
- Steel & America 1965 (рекламный).
- Donald’s Fire Survival Plan 1965 (образовательный).
- Planificacion Familiar 1968 (образовательный).

### 1980-е
- Mickey's Christmas Carol («Рождественская история Микки»), выпущен 16 декабря 1983 года и заново выпущен 24 декабря 1987 года.

### 1990-е
- The Prince & The Pauper (Принц и нищий), выпущен 16 ноября 1990 года — в мультсерии «Микки Маус».

- Donald’s Failed Fourth с Дейзи Дак.

### 2020-е
- D. I. Y. Duck (Утёнок-сделай-сам) выпущен 10 июня 2024

## Источник
- Молтин Леонард. О мышах и магии. История американского рисованного фильма = Of Mice and Magic. A History of American Animated Cartoons / Переводчик Хитрук Ф.С.. — М.: Издательство Дединского, 2018. — С. 85—87, 433-453. — 640 с. — ISBN 978-5-6040967-0-3.
  - с.433-453 — Полный список коротких мультфильмов Уолта Диснея с названиями на английском и русском языках с указанием главных героев.